# Stephanodoria
Stephanodoria là một chi thực vật có hoa trong họ Cúc (Asteraceae).

## Loài
Chi Stephanodoria gồm các loài: